# Fortaleza de Jagua
La Fortaleza, Castillo de Jagua o Castillo de Nuestra Señora de los Ángeles de Jagua es una fortaleza ubicada en la entrada de la Bahía de Cienfuegos, erigida por el rey Felipe V de España (1683-1746) en la década de 1740, (terminada exactamente en 1742) para proteger la bahía de los piratas y corsarios que merodeaban las costas del Caribe y solían refugiarse allí, en busca de acopio de agua, víveres y otras provisiones.
El fuerte está construido en sólida roca caliza, posee varias plantas, una cisterna, una torre de vigilancia y un foso que nunca fue inundado. Así mismo posee un puente levadizo en perfectas condiciones, siendo uno de los últimos que se mantienen aptos para su uso.
Desde que la ciudad costera de Cienfuegos fue construida a finales de la segunda década del siglo XIX; su puerto, custodiado por la fortaleza, devino en uno de los centros más importantes de comercio, en la parte central de la isla de Cuba durante ese periodo de la colonia, y aun por estos días, sigue siendo un puerto imprescindible en la economía del país.

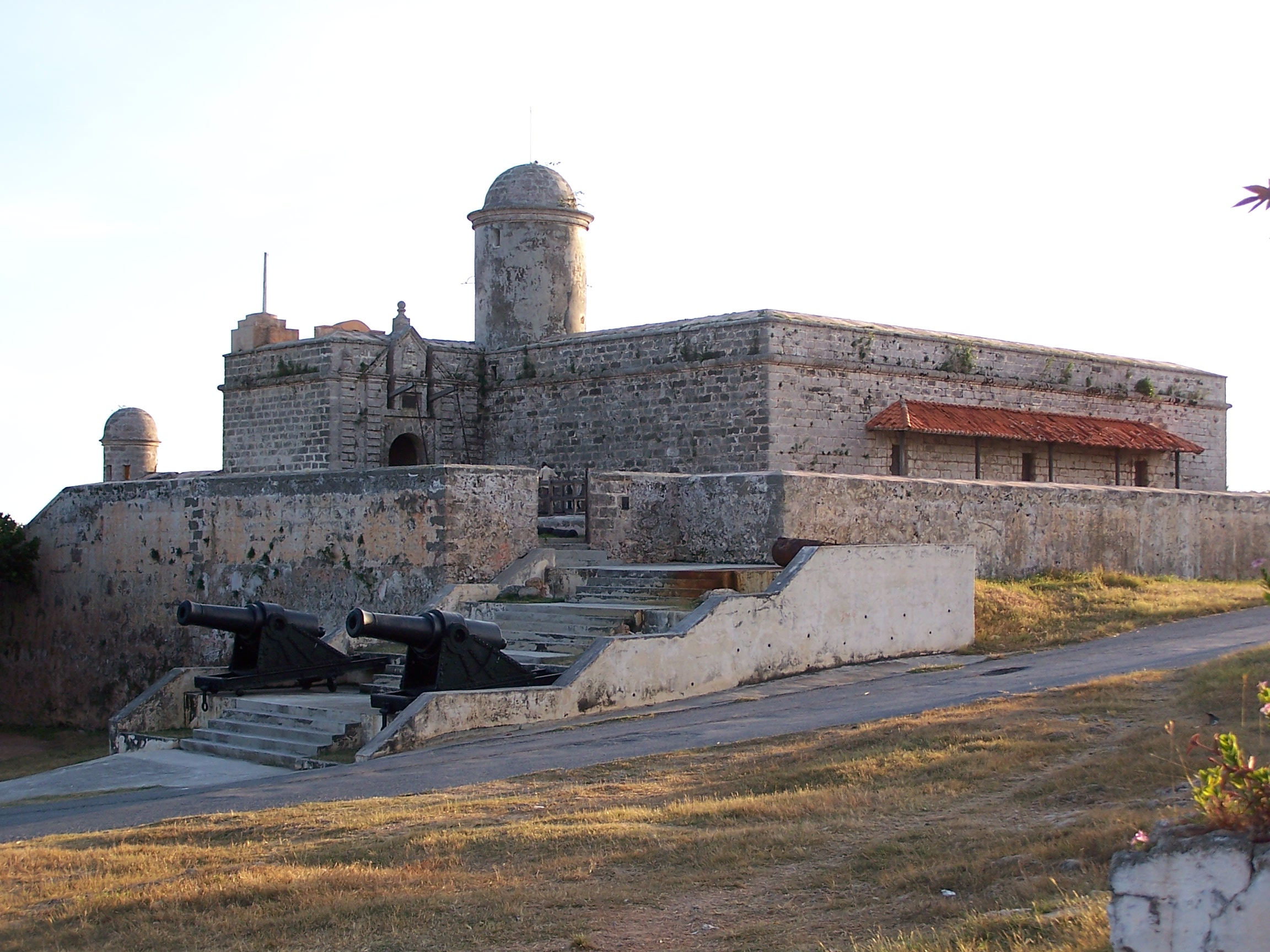
Fortaleza de Jagua.

Publicaciones y manifestaciones gráficas se han encargado durante mucho tiempo de que estas maravillas de la arquitectura colonial cubana no sean olvidadas. Este es el caso de los billetes, "Certificados de Divisas" de 10 pesos, letras A (los de color rojo) y B (los de color verde), emitidos durante los años 1980 y puestos fuera de circulación, "como moneda de curso legal especial", a finales de la década de 1980 y principios de los años 1990.
En su parte posterior, estos billetes de banco, tienen un hermoso y atractivo dibujo del mencionado Castillo, como para perpetuarlo, por siempre, en la historia numismática de “La Mayor de las Antillas”.